# Joaquín Lorenzo Villanueva

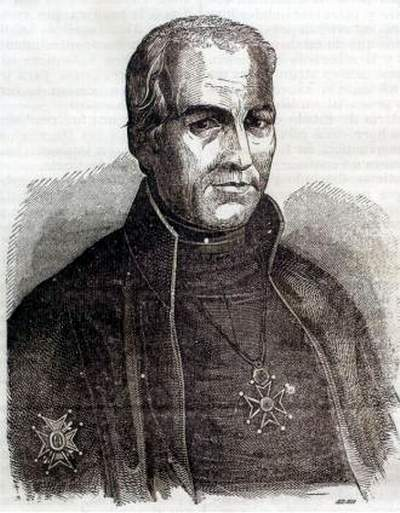
Joaquín Lorenzo Villanueva.

Joaquín Lorenzo Villanueva (* 10. August 1757 in Xàtiva (Provinz Valencia); † 25. März 1837 in Dublin) war ein spanischer Geistlicher, Politiker und Schriftsteller.

## Leben
Joaquín Lorenzo Villanueva studierte Theologie an der Universität Valencia und widmete sich dem geistlichen Stand. Er schlug seine Residenz in der spanischen Hauptstadt auf und trat am Hof Karls III. auch als Literat hervor. Wenig Anklang fand er indessen bei anderen Klerikern mit der These, dass die Rechtsprechung der Inquisitionstribunale unvereinbar mit den spanischen Gesetzen sei. Dennoch war er Hofprediger und erster Beichtvater der königlichen Hofkapelle, als 1808 der Unabhängigkeitskrieg Spaniens gegen die Franzosen ausbrach, welchem er sich anschloss. Von der Provinz Valencia wurde er zum Deputierten für die außerordentlichen Cortes von 1810 und zum Suppleanten für die von 1813 gewählt. Dabei trat er für konstitutionelle Grundsätze ein.
Nach der Rückkehr König Ferdinands VII wurde Villanueva, einer zu liberalen Haltung verdächtig, zusammen mit seinen angesehensten Gesinnungsgenossen in der Nacht vom 10. auf den 11. Mai 1814 verhaftet und durch das Dekret vom 15. Dezember 1815 zu mehrjähriger Haft im Kloster von Salceda verurteilt. Er erlangte erst 1820 wieder seine Freiheit, als Spanien vorübergehend in eine liberalere Regierungsphase eintrat. Im selben Jahr abermals zum Deputierten der Cortes gewählt, gehörte er zu der den Prinzipien der Verfassung von 1812 verpflichteten Partei und verteidigte beharrlich und mutig die Freiheit des Volks. Auch wurde er 1822 von den Cortes nach Rom gesandt, um mit Papst Pius VII. über die Rechte der spanischen Kirche zu verhandeln, doch musste er unverrichteter Dinge wieder zurückkehren. Nach der Restauration von 1823 flüchtete er zuerst nach England und anschließend nach Irland. Auch in der Verbannung, in tiefer Armut und im fortgeschrittenen Alter fuhr er fort, für die Sache der bürgerlichen und kirchlichen Freiheit in seinem Vaterland zu kämpfen. Er starb 1837 im Alter von 79 Jahren in Dublin.

## Literarisches Werk
Villanueva verfasste politische, theologische und philologische Schriften, die sich sämtlich durch vortrefflichen Schreibstil auszeichnen. Seine zahlreichen Werke zeigen auch seine vielseitige und gründliche Bildung. Sein vielbewegtes Leben beschrieb er in seiner Autobiographie Vida literaria de Joaquín Lorenzo Villanueva (2 Bde., London 1825), die durch die meisterhafte Darstellung und als wichtiger Beitrag zur Zeitgeschichte Spaniens merkwürdig ist. Zu seinen theologischen Schriften gehört das mehrfach aufgelegte Werk Año Cristiano de España (19 Bde., Madrid 1791–1803), worin u. a. die Feste der spanischen Kirche sowie die Viten ihrer Heiligen und Märtyrer beschrieben werden. Ein weiteres seiner theologischen Werke, De la lección de la Sagrada Escritura en lenguas vulgares (Valencia 1791), wurde von vielen Geistlichen missfallend betrachtet.
Durch seine Abhandlung Las angelicas fuentes ó el tomista en las Cortes (Cádiz 1811–1813) trug Villanueva 1812 viel zur Verbreitung des Konstitutionalismus in Spanien bei, zu dessen Legitimierung er sich auf die Philosophie des Thomas von Aquin berief. Zwei weitere sich auf seine politische Laufbahn beziehende Schriften veröffentlichte er unter den Titeln Dictamen … acerca de la segunda proposición preliminar de decreto sobre los tribunales protectores de la religión, leido en las sesiones del 20 y 21 de Enero (Cádiz 1813) und Apuntes sobre et arresto de los vocales de Cortes, ejecutado en mayo de 1814, escritos en la carcel de la Corona (Madrid 1820).
Seine philologisch-antiquarischen Kenntnisse bewies Villanueva zuletzt noch durch die Schrift Ibernia Phoenicea, seu Phoenicum in Ibernia incolatus, ex ejus priscarum coloniarum nominibus, et earum idolatrico cultu demonstratio (Dublin 1831; englisch von Henry O’Brien, Phoenician Ireland, 1837), worin er eine antike phönizische Kolonisation Irlands zu beweisen suchte. Auch als Dichter machte er sich vorteilhaft bekannt durch seine Poesias escogidas (London 1833; abgedruckt im 67. Band der Biblioteca de autores españoles).
Villanuevas jüngerer Bruder Jaime (* 1765; † 1824) war ebenfalls ein gelehrter spanischer Theologe. Er teilte die Verbannung seines Bruders Joaquín Lorenzo.